# Luciano Mancini
Luciano Mancini (Perugia, 4 aprile 1953) è un allenatore di calcio italiano, tecnico del Perugia femminile.

## Biografia
Per buona parte della sua carriera parallelamente all'attività calcistica ha lavorato nei vigili del fuoco, fino a quando non è andato in pensione.

## Carriera
Nella stagione 1986-87 inizia la carriera da allenatore, alla guida della società sportiva Sila San Sisto.
Nella stagione 1987-1988 vince un campionato di Terza Categoria, sulla panchina della Grifo Monte Tezio.
Nella stagione 1989-1990 vince il suo secondo campionato di Prima categoria con la società sportiva As Pierantonio.
Nella stagione 1991-1992 allena l'As Pievese in Eccellenza.
Nella stagione 1993-1994 guida l'Ac Magione nel campionato di Prima Categoria, la squadra viene promossa come seconda nel campionato di Promozione.
Nella stagione 1995-1996 allena l'Ac Pianello nel campionato di promozione, ottenendo un quarto posto.
Nella stagione 1996-1997 alla guida dell'As Grifosantangelo vince il campionato di Prima categoria con 5 giornate di anticipo; l'anno successivo 1997-98 vince anche il campionato di Promozione e la Coppa Umbra.
Nella stagione 1998-1999 allena l'Ac Torgiano, la squadra ottiene un quinto posto nel campionato di Eccellenza.
Nella stagione 1999-2000 subentra nella squadra As Angelana del presidente Renato Betti; nella stagione successiva 2000-2001 con la stessa squadra vince il campionato di Promozione. L'anno seguente 2001-2002 vince anche il campionato di Eccellenza. La stagione 2002-2003 vedrà il fallimento dell'Angelana.
Nella stagione 2003-2004 subentra dopo poche giornate dall'inizio del campionato a Mauro Melotti sulla panchina del Grosseto, nel campionato di Serie C2; allena in coppia con Lamberto Magrini. Grazie anche ad una striscia di 13 risultati utili consecutivi (9 vittorie e 4 pareggi) i due portano la squadra maremmana fino al primo posto in classifica, salvo poi venire esonerati a 3 giornate dalla fine del campionato con la squadra che aveva 8 punti di vantaggio sulla seconda in classifica.
Nella stagione 2004-2005 è passato al Todi, in Serie D, subentrando all'esonerato Otello Trippini. La squadra, terminando il campionato nella parte bassa della classifica, è costretta ad affrontare i play-out, la società decide di richiamare il vecchio allenatore. Il Todi ha concluso il campionato retrocede in Eccellenza al termine dei play-out; l'anno seguente siede invece sulla panchina del Città di Castello nel campionato umbro di Eccellenza. Annata difficile per la società che a dicembre vede la quasi totalità della rosa svincolarsi. Mancini, insieme al "patron" Ivano Massetti (M. 25-02-2013) è chiamato a ricostruire da zero la squadra. I risultati positivi ottenuti in un primo momento, vengono vanificati da nuovi assetti societari, Mancini successivamente lascerà la squadra che terminerà con un penultimo posto in classifica e conseguente retrocessione in Promozione. Successivamente nella stagione 2006-2007 ha allenato l'Umbertide Tiberis nell'Eccellenza umbra, retrocedendo in Promozione dopo essere arrivato dodicesimo in classifica e aver perso i play-out contro il Cannara. In seguito, il 4 dicembre 2007 è diventato tecnico del Torgiano, squadra umbra neopromossa in Serie D (e che aveva già allenato in passato), subentrando al tecnico Giampiero Ortolani, dimissionario. La squadra al suo arrivo si trova in fondo alla classifica, con una serie di risultati utili consecutivi, riesce ad aggrapparsi ai play-out come terzultimo in classifica. Retrocedendo in Eccellenza dopo aver perso contro il Sansepolcro.
L'11 marzo 2009 diventa allenatore del Nocera Umbra, nel campionato umbro di Promozione, la squadra si classifica come terza nel campionato e ottiene la promozione in Eccellenza dopo aver sconfitto l'Ellera e il San Sisto nei play-off.
Nella stagione 2009-2010 allena gli umbri del Villabiagio, nel campionato umbro di Promozione, nel quale la sua squadra arriva quarta in classifica e si qualifica per i play-off, nei quali viene eliminata in semifinale dall'Atletico Montecchio.
Ha allenato 18 squadre tra dilettanti e professionisti, oltre alla Rappresentativa Juniores dell'Umbria (che guida nella stagione 2010-2011 e nella stagione 2011-2012) con la quale nell'aprile 2012 ha vinto il Torneo delle Regioni. Dal maggio 2012 al 19 marzo 2013 è stato commissario tecnico della Nazionale gambiana, guidata per sei partite ottenendo uno score di 0 vittorie, 3 pareggi e 3 sconfitte con 4 reti fatte e 10 subite. In seguito a questi risultati, il 13 giugno 2013 è stato sostituito in panchina da Peter Bonu Johnson, a cui ha fatto da vice nell'ultima partita delle qualificazioni ai Mondiali del 2014.
Nella stagione 2015-2016 è stato collaboratore tecnico del Siena, seguendo sia prima squadra che la Berretti come vice allenatore.
In seguito ha iniziato a lavorare per l'Udinese come Responsabile tecnico centro Italia del settore giovanile friulano. Dal novembre del 2016 allena inoltre l'Assisi, nella Promozione umbra. Nelle stagioni 2017-2018 e 2018-2019 allena la Primavera del Perugia.

## Palmarès

### Allenatore

#### Competizioni giovanili
- Torneo delle Regioni: 1

Rappresentativa Juniores Umbria: 2012

#### Competizioni provinciali
- Terza Categoria: 1

Grifo Monte Tezio: 1987-1988